# Warriors Bologna 2014
I Warriors Bologna hanno disputato il Girone Unico della Prima Divisione IFL 2014 con la formazione All Blue, cioè di soli giocatori con nazionalità italiana. Hanno chiuso la stagione regolare con un record di 3 partite vinte e 7 perse, piazzandosi all'ottavo posto del girone.
Mauro Solmi – già giocatore dei Guerrieri negli anni '80 e allenatore della difesa di lungo corso – è diventato il capo-allenatore, mentre Vincent Argondizzo si è occupato degli special team.

## Girone
I Guerrieri sono stati inseriti nel girone unico della Prima Divisione IFL.
| Girone Unico     |
| Aquile Ferrara   |
| Lions Bergamo    |
| Briganti Napoli  |
| Dolphins Ancona  |
| Giaguari Torino  |
| Giants Bolzano   |
| Marines Lazio    |
| Panthers Parma   |
| Rhinos Milano    |
| Seamen Milano    |
| Warriors Bologna |

## Stagione regolare
I Guerrieri hanno disputato un girone all'italiana con sola andata, affrontando una volta tutte le altre squadre del proprio girone per un totale di 10 incontri (5 in casa, e 5 in trasferta).
| Napoli 16 marzo 2014, ore 14:15 CEST 1ª giornata | Briganti Napoli | 13 – 12 (7-0 0-0 0-12 6-0) | Warriors Bologna | Stadio Virgiliano, viale Virgilio |

| Osio Sotto 23 marzo 2014, ore 14:30 CEST 2ª giornata | Lions Bergamo | 23 – 14 (13-7 0-7 8-0 2-0) | Warriors Bologna | Stadio Comunale, via Delle Industrie |

| Bologna 29 marzo 2014, ore 21:00 CEST 3ª giornata | Warriors Bologna | 14 – 7 (7-0 0-0 7-7 0-0) | Giaguari Torino | Alfheim Field – Centro sportivo "Giorgio Bernardi" |

| Milano 5 aprile 2014, ore 19:45 CEST 4ª giornata | Seamen Milano | 63 – 6 (21-0 28-6 7-0 7-0) | Warriors Bologna | Velodromo Maspes-Vigorelli |

| Bologna 12 aprile 2014, ore 21:00 CEST 5ª giornata | Warriors Bologna | 7 – 45 (7-28 0-7 0-10 0-0) | Panthers Parma | Alfheim Field – Centro sportivo "Giorgio Bernardi" |

| Bologna 26 aprile 2014, ore 21:00 CEST 6ª giornata | Warriors Bologna | 17 – 15 (7-7 7-2 3-0 0-6) | Aquile Ferrara | Alfheim Field – Centro sportivo "Giorgio Bernardi" |

| Roma 4 maggio 2014, ore 16:30 CEST 7ª giornata | Marines Lazio | 6 – 21 (0-2 0-7 6-0 0-12) | Warriors Bologna | C.S. Giannattasio, via Mar Arabico Snc |

| Ancona 17 maggio 2014, ore 21:05 CEST 8ª giornata | Warriors Bologna | 0 – 37 (0-7 0-6 0-0 0-24) | Giants Bolzano | Alfheim Field – Centro sportivo "Giorgio Bernardi" |

| Ancona 24 maggio 2014, ore 20:30 CEST 9ª giornata | Dolphins Ancona | 28 – 20 (13-0 0-14 6-0 9-6) | Warriors Bologna | Stadio Dorico, via Della Vittoria |

| Bologna 31 maggio 2014, ore 21:00 CEST 10ª giornata | Warriors Bologna | 10 – 13 (0-0 3-0 0-0 7-13) | Rhinos Milano | Alfheim Field – Centro sportivo "Giorgio Bernardi" |

## Classifica
I Guerrieri si sono classificati all'ottavo posto del Girone Unico, posizione che non è stata sufficiente per ottenere la qualificazione ai play-off.
| Classifica Girone Unico   |    |    |   |     |     |      |           |
| Team                      | PG | W  | L | PF  | PS  | DP   | Millesimi |
| Panthers Parma            | 10 | 10 | 0 | 503 | 72  | 431  | 1.000     |
| Seamen Milano             | 10 | 9  | 1 | 413 | 112 | 301  | 900       |
| Giants Bolzano            | 10 | 8  | 2 | 289 | 77  | 212  | 800       |
| Balsamo Lions Bergamo Asd | 10 | 6  | 4 | 242 | 149 | 93   | 600       |
| Giaguari Torino           | 10 | 5  | 5 | 237 | 185 | 52   | 500       |
| Dolphins Ancona           | 10 | 5  | 5 | 227 | 255 | -28  | 500       |
| Rhinos Milano             | 10 | 5  | 5 | 169 | 284 | -115 | 500       |
| Warriors Bologna          | 10 | 3  | 7 | 121 | 250 | -129 | 300       |
| Aquile Ferrara            | 10 | 2  | 8 | 131 | 346 | -215 | 200       |
| Marines Lazio             | 10 | 1  | 9 | 97  | 344 | -247 | 100       |
| Briganti Napoli           | 10 | 1  | 9 | 73  | 428 | -355 | 100       |

## Statistiche

### Squadra
| Stagione | regular season | regular season | regular season | regular season | regular season | regular season | playoff | playoff | playoff | playoff | playoff | playoff   | playoff    |
|          | Vin            | Par            | Per            | Tot            | PF             | PS             | Vin     | Per     | Tot     | PF      | PS      | risultato | avversaria |
| -------- | -------------- | -------------- | -------------- | -------------- | -------------- | -------------- | ------- | ------- | ------- | ------- | ------- | --------- | ---------- |
| 2014     | 3              | 0              | 7              | 10             | 121            | 250            | –       | –       | –       | –       | –       | –         | –          |

I Guerrieri hanno chiuso la stagione regolare 2014 con un record complessivo di 3 vittorie e 7 sconfitte, il nono attacco e la sesta difesa della divisione per punti fatti e subiti, rispettivamente 121 (12,1 la media per partita) e 250 (25).

## Roster
Fonte: sito ufficiale dei Warriors Bologna – Serie A – 2014